# 우쓰미 데쓰야
우쓰미 데쓰야(일본어: 内海 哲也, 1982년 4월 29일 ~ )는 일본의 프로 야구 선수이며, 현재 퍼시픽 리그 세이부 라이온스의 소속 선수(투수)겸 플레잉 코치이다.

## 인물

### 프로 입단 전
쓰루가 게히 고등학교의 에이스 좌완 투수로서 활약하는 등 세간의 주목받았고 고교 시절에는 다나카 료헤이, 모리 다이스케와 함께 ‘호쿠리쿠 3인방’라고 불렸다. 1999년 추계 후쿠이 현 대회와 호쿠신에쓰 대회에서는 팀의 우승을 이끌었고 다음해인 2000년 선발 고등학교 야구 대회에의 진출을 확정지었다. 메이지 진구 야구 대회에서 우쓰미는 컨디션이 회복되지는 않았지만 타선의 지원을 받아 준우승을 차지했다. 제72회 선발 고등학교 야구 대회에서도 유력한 우승 후보로 거론되었지만 대회 직전에 동료였던 나카자와 다다아쓰가 무면허 상태에서 차를 몰고가다 음주운전 사고를 일으켜 이 사건으로 인해 쓰루가케히 고등학교는 고시엔 대회의 출전을 포기했다.
고교 3학년 때 하계 예선에서는 컨디션이 좋지 않을 정도의 뚜렷한 활약을 보여주지는 못했고 전국 고등학교 야구 선수권 후쿠이 대회 결승전에서는 야마기시 미노루, 아마야 소이치로가 소속된 후쿠이 상업고등학교와의 경기에서 연장 10회말에 2대 3으로 패하는 등 고시엔 대회에 출전하지 못했다. 그러나 한신 타이거스의 스카우트는 우쓰미의 활약상에 주목했고 1경기에서 평균 14개를 넘는 탈삼진률을 자랑하는 등 ‘호쿠리쿠의 닥터 K’라는 별명이 불리기도 했다.
프로 야구 드래프트에서는 복수 구단에 의한 1순위 지명에서의 쟁탈전이 확실시되고 있었지만 그의 조부인 우쓰미 이소오가 요미우리 자이언츠의 야수로 활약했던 적도 있어 드래프트 직전에 요미우리 이외로부터의 지명을 거부하겠다는 입장을 밝혔다. 그 때문에 2000년 드래프트 회의에서는 요미우리가 단독으로 3순위 이후에 지명하는 것이 상정되었지만 오릭스 블루웨이브가 1순위로 지명했다. 지명 직후에 오기 아키라 감독으로부터 전화를 받는 등 한 때는 오릭스의 입단으로 기울었지만 고교시절에 함께 배터리를 짰던 리 게이이치가 요미우리로부터 8순위로 지명됨에 따라 다시 오릭스에 입단을 거부하겠다는 자세를 굳혀 최종적으로는 사회인 야구팀인 도쿄 가스에 입단했다. 사회인 시절에는 가쓰키 료타, 모리 다이스케와 함께 ‘3인방’이라고 불리고 있었다.
2003년에는 자유 획득 범위로 요미우리에 입단, 등번호는 조부와 똑같은 26번으로 정해졌다.

### 프로 입단 후

#### 2004년 ~ 2005년
이듬해 2004년에는 2군에서 9승을 올리는 등 이스턴 리그 최고 평균자책점을 차지했고 승리야말로 연결되지는 않았지만 1군에서 처음으로 선발 등판하는 경험을 했다. 2005년에는 하야시 마사노리 등과 경쟁하여 개막 로테이션을 차지했고 4월에만 프로 데뷔 첫 승리를 포함한 3승을 기록했지만 그 후에는 부진으로 6월 이후 1승도 올리지 못하는 등 4승 9패와 5점대의 평균자책점을 남겼다.

#### 2006년
시즌 개막을 1군에서 맞이할 수는 없었지만 4월에 다카하시 히사노리가 전력에서 이탈한 것에 따라 1군에 승격, 중간 계투로서 결과를 남기는 등 그대로 선발로서 활약했다. 슬라이더를 습득하여 비약적인 시즌이 되어 데뷔 후 첫 완투 승과 첫 완봉 승을 연달아 기록하는 등 팀내 1위인 12승(13패)을 기록했고 올스타전이나 미일 야구 대회에도 출전했다. 리그 3위인 탈삼진을 기록했지만 리그 최다의 9개의 폭투를 기록했다.

#### 2007년

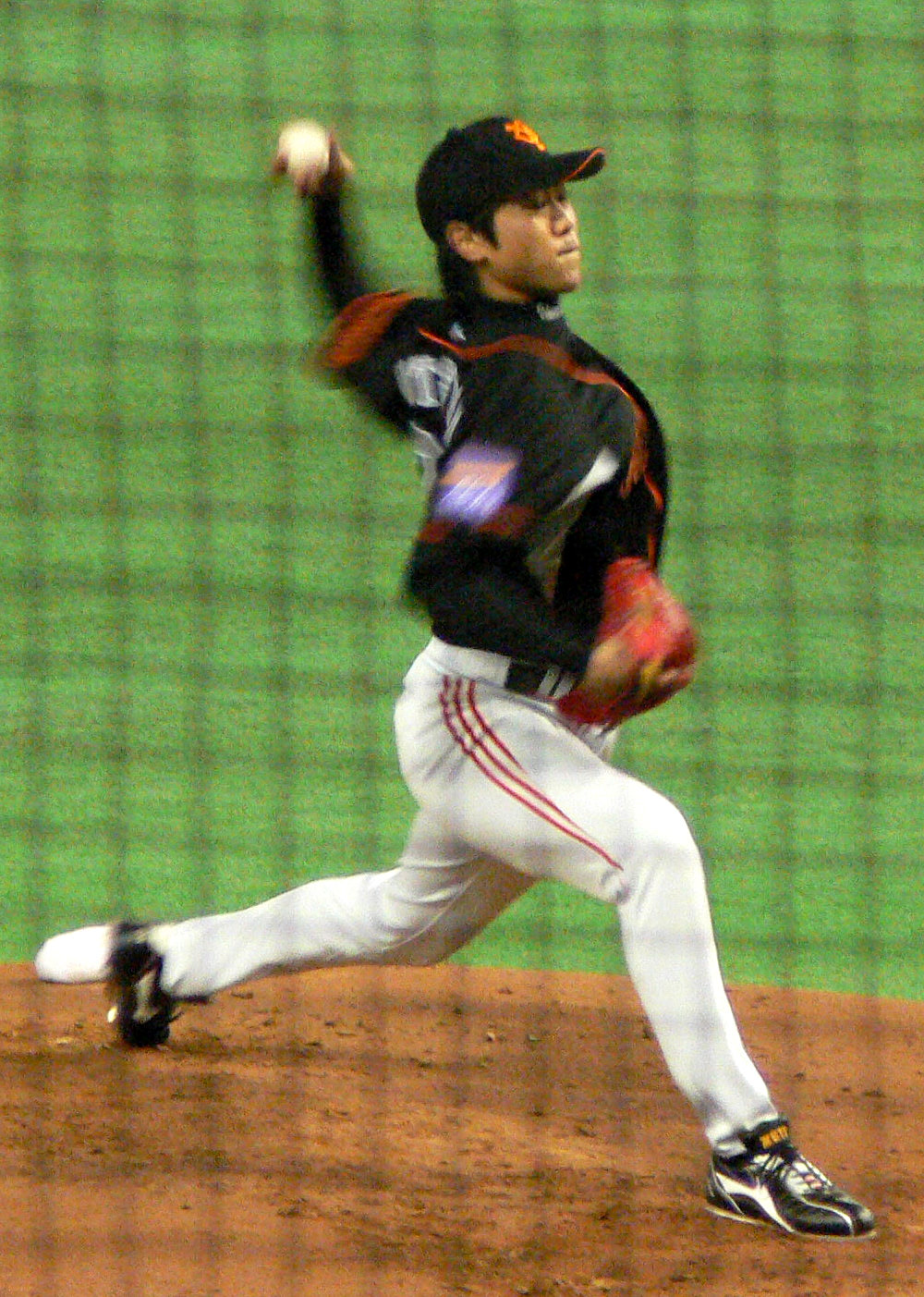
우쓰미 데쓰야(2006년)

3월 30일 개막전인 요코하마 베이스타스전에서 처음으로 개막전 선발 투수를 맡아 승리 투수가 되었다. 그 후에도 안정된 활약이 계속되어 9월 19일의 한신 타이거스전에서는 개인 최고 성적인 13승째를 올렸고 팀의 센트럴 리그 우승이 결정된 10월 2일 도쿄 야쿠르트 스왈로스전에서도 선발 등판해 호투했다. 그리고 첫 타이틀이 되는 최다 탈삼진(180개)을 차지했다.

#### 2008년
춘계 스프링 캠프에서 옆구리를 다치는 부상을 당해 시범 경기에서는 출전하지 못했다. 개막전 투수도 다카하시 히사노리에게 양보하였지만 선발 로테이션의 일원으로서 1년간 활약해, 12승 8패로 시즌을 마쳤다. 타선에 지원받지 못하는 한편 실책으로부터 자멸하는 경기나 볼넷을 연속으로 허용하여 강판하는 경기도 있어 볼넷 68개는 센트럴 리그의 최다 기록이다. 작년에 4승 1패를 기록하여 자신있다고 여긴 주니치전에서도 0승 5패라는 최악의 성적을 남겨 암울했던 1년을 보냈다. 한편으로 한신 타이거스와는 궁합이 좋았기 때문에 종반의 직접 대결에서 호투하는 경우도 많아(마지막에 대전한 3경기 모두 선발 등판해 승리), 팀의 연패(메이크도라마) 달성에 기여했다.
사이타마 세이부 라이온스와의 대전이 된 일본 시리즈에서는 3차전과 7차전에 선발 등판해 3차전에서는 5이닝을 던져 3실점을 기록하면서도 타선의 지원을 받고 승리 투수가 되었고 7차전에도 6이닝 도중까지 이람 보카치카의 홈런에 의한 1실점으로 막아냈지만 3차전에 이어 볼넷을 허용하여 강판되었다. 그 후 구원 등판한 오치 다이스케가 역전을 허용, 6년 만의 일본 시리즈 우승 달성에는 실패했다. 볼넷이 많을 정도의 제구력에 대한 과제는 남겼지만 7개의 피홈런과 양대 리그에서 규정 투구 이닝을 채운 투수 가운데 도호쿠 라쿠텐 골든이글스의 이와쿠마 히사시, 한신의 이와타 미노루에 이어 피홈런이 적었고 평균자책점은 리그 3위에 해당되는 2.73을 기록했다.

#### 2009년
월드 베이스볼 클래식 일본 국가대표팀 선수로 발탁되어 3월 20일에 있은 대한민국전에 선발 등판해 상대팀 타자의 머리 부분에 사구를 던지는 등 제구에 어려움을 겪었다. 3이닝 도중 1실점을 남기면서 강판돼(승패는 연결되지 않음) 이 대회에서는 이것이 유일한 등판이었다. 귀국 후에는 승리 투수가 될 수 없는 경기가 계속되어 5월 4일 한신 타이거스전에서는 패전 투수가 된 후에 곧바로 2군에 내려갔다. 그러나 1군에 복귀하면서 원래의 투구 스타일을 되찾아 8월이 되면서 부진에 시달렸지만 9월에는 1차례의 완봉승을 포함한 4승 무패, 1.16의 평균자책점으로 자신에게 있어서는 처음으로 월간 MVP를 수상했다. 최종적으로는 작년에 이어 2점대(리그 7위)의 평균자책점을 남겼지만 4년 연속 두 자릿수 승리 달성에는 실패했다. 볼넷을 절반 정도로 줄일 수는 있었지만 반대로 피홈런 개수가 늘어나면서 탈삼진이 줄어들었다.
홋카이도 닛폰햄 파이터스와의 일본 시리즈에서는 2차전에 선발 등판해 3회말 2사에서 5개의 안타를 맞아 4실점에서 패전 투수가 되었지만 그 후 6차전에서는 선발 투수였던 도노 슌이 1회 2사에 다카하시 신지가 때린 타구가 오른쪽 손등에 맞아 강판된 후에 급거 마운드에 올라 4와 2/3이닝을 던져 무실점으로 막아내는 등 승리투수가 되어 일본 시리즈 우승에 기여했다.

#### 2010년
시즌 개막을 앞두고 명구회 참가 자격의 경계선인 200승 달성과 등번호 26번을 영구 결번으로 하겠다고 선언했다. 3월 26일 도쿄 야쿠르트 스왈로스전에서는 자신으로서 두 번째의 개막전 선발 투수를 맡아 승리 투수가 되었다. 왼쪽 옆구리 통증으로 등록이 말소되었지만 1군에 복귀한 직후에 등판한 5월 9일의 요코하마전에서 요미우리의 좌완 투수로서는 작년의 야마구치 데쓰야 이래가 되는 개막 5연승을 달성했다. 6월 18일 주니치와의 경기에서는 완봉승을 따내며 3년 만의 승리를 들었다.
그러나 8월 11일의 경기에서는 뚜렷한 결과가 남기지 못하고 하라 다쓰노리 감독으로부터 중간 계투로 격하되었다는 사실을 전해들었다. 다음날 경기에서는 전날부터 연속해서 던지는 형태로 중간 계투로 등판해 1이닝을 무실점으로 호투하였고 8월 27일의 주니치전에서 완투승을 거둬 8승째를 올렸다. 최종적으로 2년만이 되는 두 자릿수 승리(11승)를 거뒀지만 평균자책점이 개인 최저 기록인 4점대(4.38)에 머물 정도로 부진했다.

#### 2011년
개막전 선발 투수는 도노에게 양보했지만 지난 봄부터 호조를 유지했다. 4월 13일의 야쿠르트전(기타큐슈 시민 구장)에서 시즌 첫 승리를 거뒀고 5월 6일 주니치전부터 6월 18일 세이부전까지 7연승했다. 이 기간 중에 5월 28일 지바 롯데 마린스전(QVC 마린필드)에서 완봉승, 앞에서 말한 세이부전에서는 1실점 완투 승리를 거두는 등 5월의 월간 MVP(월간 MVP 수상은 자신의 2번째)와 교류전 우수 선수로 각각 수상했다. 그 후에도 새롭게 습득한 포크볼을 무기로 안정된 투구를 계속하면서 작년의 부진을 끊는 에이스급의 활약을 보여 7월 19일의 주니치전(니가타 현립 야구장)에서 센트럴 리그 투수로서는 가장 빠른 10승째에 도달했다. 9월 25일의 한신전(한신 고시엔 구장)에서는 개인 신기록이 되는 15승째를 올렸는데 요미우리 좌완 투수의 15승 도달은 1979년의 니우라 히사오 이래 32년 만이었다.
최종전이 된 10월 22일의 요코하마전에서는 조노 히사요시의 대타 역전 끝내기 만루 홈런으로 18승째를 올리면서 요시미 가즈키(주니치)와 함께 요미우리 좌완 투수로서는 1969년의 다카하시 가즈미 이래 42년 만이 되는 최다승을 획득, 평균자책점도 개인 최고 성적이 되는 1.70의 좋은 성적을 남겼다.

#### 2012년
2년 만에 개막전 선발 투수를 맡았고 개막전에는 야쿠르트와 상대해 6이닝 동안 3실점을 기록하여 강판당해 불안한 모습을 보였다. 4월 12일 주니치전에서는 역대 130번째의 통산 1000탈삼진을 달성해 시즌 첫 승리를 거두었다. 시즌 초반에는 약간의 안정감이 부족했지만 교류전에서는 4승 무패와 평균자책점 1.29의 성적으로 팀을 센트럴 리그 구단으로서는 첫 우승에 기여한 공로로 MVP를 수상했다. 게다가 7월 16일의 한신전(한신 고시엔 구장)부터 정규 시즌 최종 등판인 10월 5일 요코하마 DeNA 베이스타스전(도쿄 돔)까지 8연승을 기록했다.
선발진 중에서 유일하게 로테이션을 끝까지 지켜 요미우리에서는 사이토 마사키(1995년 ~ 1996년) 이후 요미우리의 좌완 투수로서는 역대 최초인 2년 연속 최다승 타이틀을 석권했다.

## 상세 정보

### 출신 학교
- 쓰루가케히 고등학교

### 선수 경력
사회인 시대
- 도쿄 가스

프로팀 경력
- 요미우리 자이언츠(2004년 ~ 2018년)
- 사이타마 세이부 라이온스(2019년 ~ )

지도자 경력
- 사이타마 세이부 라이온즈 플레잉 코치(2022년 ~ )

국가 대표 경력
- 2009년 월드 베이스볼 클래식 일본 국가대표팀
- 2013년 월드 베이스볼 클래식 일본 국가대표팀

### 수상·타이틀 경력

#### 타이틀
- 다승왕: 2회(2011년, 2012년)
- 최다 탈삼진: 1회(2007년)

#### 수상
- 최우수 투수: 1회(2012년)
- 최우수 JCB·MEP상: 1회(2007년)
- 우수 JCB·MEP상: 1회(2006년)
- 월간 MVP: 2회(2009년 9월, 2011년 5월)
- 베스트 나인: 1회(2012년)
- JA 전농 Go·Go상: 1회(최다 탈삼진상: 2006년 5월)
- 센트럴·퍼시픽 교류전 우수 선수상(닛폰 생명상): 1회(2011년)
- 센트럴·퍼시픽 교류전 MVP: 1회(2012년)
- 최우수 배터리상: 1회(2012년)[5]
- 일본 시리즈 MVP: 1회(2012년)
- 일본 시리즈 특별상 - 프로 야구 스피리츠상: 1회(2012년)
- 일본 시리즈 우수 선수상: 1회(2013년)
- 올스타전 신인상(2006년)

### 개인 기록

#### 투수 기록
- 첫 등판: 2004년 5월 25일, 대 히로시마 도요 카프 10차전(선 마린 스타디움 미야자키), 9회초에 3번째 투수로서 구원 등판·마무리, 1이닝 3실점
- 첫 탈삼진: 상동, 9회초에 구리하라 겐타로부터
- 첫 선발: 2004년 9월 26일, 대 한신 타이거스 27차전(도쿄 돔), 7과 0/3이닝 4실점
- 첫 승리·첫 선발 승리: 2005년 4월 9일, 대 주니치 드래건스 2차전(도쿄 돔), 6이닝 1실점
- 첫 홀드: 2005년 10월 4일, 대 히로시마 도요 카프 21차전(도쿄 돔), 7회초 2사에 3번째 투수로서 구원 등판, 1/3이닝 무실점
- 첫 완투 승리: 2006년 4월 15일, 대 요코하마 베이스타스 5차전(요코하마 스타디움), 9이닝 1실점
- 첫 완봉 승리: 2006년 7월 2일, 대 한신 타이거스 9차전(도쿄 돔)

#### 타격 기록
- 첫 안타: 2005년 5월 11일, 대 오릭스 버펄로스 2차전(도쿄 돔), 7회말에 제러미 파웰로부터 중전 안타
- 첫 타점: 2006년 5월 6일, 대 도쿄 야쿠르트 스왈로스 7차전(도쿄 돔), 6회말에 다카쓰 신고로부터 중전 적시타

#### 기록 달성 경력
- 통산 1000투구 이닝: 2010년 9월 15일, 대 도쿄 야쿠르트 스왈로스 21차전(메이지 진구 야구장), 3회말 3아웃에 미야모토 신야를 유격수 플라이로 달성 ※역대 323번째
- 통산 1000탈삼진: 2012년 4월 12일, 대 주니치 드래건스 3차전(도쿄 돔), 8회초에 토니 블랑코로부터 헛스윙 삼진 ※역대 130번째
- 통산 100승: 2013년 6월 16일, 대 후쿠오카 소프트뱅크 호크스 4차전(후쿠오카 야후오쿠! 돔), 9이닝 3실점 완투승 ※역대 131번째

#### 기타
- 올스타전 출장: 5회(2006년, 2007년, 2010년 ~ 2012년)

### 등번호
- 26(2004년 ~ )

### 연도별 투수 성적
| 연 도      | 소 속      | 등 판 | 선 발 | 완 투 | 완 봉 | 무 4 구 | 승 리 | 패 전 | 세 이 브 | 홀 드 | 승 률 | 타 자 | 이 닝  | 피 안 타 | 피 홈 런 | 볼 넷 | 고 4 | 몸 맞 | 탈 삼 진 | 폭 투 | 보 크 | 실 점 | 자 책 점 | 평 자 책 | W H I P |
| ---------- | ---------- | ----- | ----- | ----- | ----- | ------- | ----- | ----- | -------- | ----- | ----- | ----- | ------ | -------- | -------- | ----- | ---- | ----- | -------- | ----- | ----- | ----- | -------- | -------- | ------- |
| 2004년     | 요미우리   | 3     | 2     | 0     | 0     | 0       | 0     | 0     | 0        | --    | ----  | 60    | 14.0   | 14       | 1        | 4     | 0    | 0     | 13       | 0     | 0     | 8     | 8        | 5.14     | 1.29    |
| 2005년     | 요미우리   | 26    | 19    | 0     | 0     | 0       | 4     | 9     | 0        | 1     | .308  | 507   | 114.1  | 138      | 18       | 31    | 0    | 4     | 76       | 5     | 0     | 74    | 64       | 5.04     | 1.48    |
| 2006년     | 요미우리   | 31    | 28    | 6     | 2     | 0       | 12    | 13    | 0        | 1     | .480  | 795   | 194.0  | 163      | 13       | 52    | 3    | 7     | 179      | 9     | 0     | 69    | 60       | 2.78     | 1.11    |
| 2007년     | 요미우리   | 28    | 28    | 2     | 1     | 0       | 14    | 7     | 0        | 0     | .667  | 780   | 187.2  | 183      | 16       | 48    | 2    | 11    | 180      | 5     | 0     | 66    | 63       | 3.02     | 1.23    |
| 2008년     | 요미우리   | 29    | 29    | 2     | 1     | 2       | 12    | 8     | 0        | 0     | .600  | 772   | 184.1  | 166      | 7        | 68    | 3    | 7     | 154      | 3     | 0     | 71    | 56       | 2.73     | 1.27    |
| 2009년     | 요미우리   | 27    | 27    | 5     | 1     | 3       | 9     | 11    | 0        | 0     | .450  | 730   | 179.2  | 161      | 23       | 36    | 0    | 4     | 115      | 3     | 0     | 66    | 59       | 2.96     | 1.10    |
| 2010년     | 요미우리   | 27    | 26    | 2     | 1     | 1       | 11    | 8     | 0        | 0     | .579  | 636   | 148.0  | 168      | 14       | 32    | 3    | 4     | 121      | 1     | 0     | 84    | 72       | 4.38     | 1.35    |
| 2011년     | 요미우리   | 28    | 26    | 4     | 1     | 0       | 18    | 5     | 0        | 0     | .783  | 751   | 185.2  | 153      | 13       | 47    | 2    | 7     | 144      | 4     | 0     | 42    | 35       | 1.70     | 1.08    |
| 2012년     | 요미우리   | 28    | 28    | 3     | 2     | 0       | 15    | 6     | 0        | 0     | .714  | 757   | 186.0  | 173      | 8        | 40    | 1    | 9     | 121      | 8     | 0     | 47    | 41       | 1.98     | 1.15    |
| 2013년     | 요미우리   | 25    | 25    | 1     | 0     | 0       | 13    | 6     | 0        | 0     | .684  | 675   | 160.1  | 157      | 11       | 47    | 1    | 6     | 107      | 2     | 0     | 68    | 59       | 3.31     | 1.27    |
| 2014년     | 요미우리   | 22    | 22    | 2     | 2     | 2       | 7     | 9     | 0        | 0     | .438  | 603   | 144.2  | 139      | 11       | 36    | 1    | 5     | 105      | 5     | 0     | 51    | 51       | 3.17     | 1.21    |
| 2015년     | 요미우리   | 5     | 5     | 0     | 0     | 0       | 2     | 1     | 0        | 0     | .667  | 104   | 23.1   | 30       | 4        | 6     | 0    | 0     | 10       | 1     | 0     | 15    | 13       | 5.01     | 1.54    |
| 통산: 12년 | 통산: 12년 | 279   | 265   | 27    | 11    | 8       | 117   | 83    | 0        | 2     | .585  | 7170  | 1722.0 | 1645     | 139      | 447   | 16   | 64    | 1325     | 46    | 0     | 661   | 581      | 3.04     | 1.21    |

- 2015년 시즌 종료 기준.
- 굵은 글씨는 시즌 최고 기록.